# Chemin de fer de Noyon à Montdidier
La ligne de Noyon à Montdidier est une ancienne ligne de chemin de fer secondaire des Chemins de fer départementaux de l'Oise.

## Histoire
En 1920, la compagnie est absorbée par la Compagnie générale de voies ferrées d'intérêt local (CGL) qui reprend l'exploitation de la ligne.